# Potentilla penniphylla
Potentilla penniphylla es una especie de planta del género Potentilla, perteneciente a la familia Rosaceae.

## Taxonomía
Potentilla penniphylla fue descrita por Jiří Soják en 1987.

## Distribución
Se encuentra en el territorio de Kirguistán y Tuvá.